# Soleil blanc (album)
Albums de Red Cardell
La Fête au village
(2009) Falling in Love
(2012)
Soleil blanc est le 12e album du groupe Red Cardell.

## Liste des titres
| No  | Titre                      | Durée |
| --- | -------------------------- | ----- |
| 1.  | Robert Johnson             |       |
| 2.  | Comme une pierre qui roule |       |
| 3.  | Monsieur                   |       |
| 4.  | Si je cale je coule        |       |
| 5.  | Longtemps                  |       |
| 6.  | Le comptoir                |       |
| 7.  | Doryphore                  |       |
| 8.  | Surfin                     |       |
| 9.  | Dandy                      |       |
| 10. | La plume                   |       |
| 11. | La valse des apaches       |       |
| 12. | L'île                      |       |

- Textes : Jean-Pierre Riou
- Musiques : Red Cardell

## Crédits

### Musiciens
- Jean-Pierre Riou : chant, guitare électrique, acoustique et 12 cordes, mandoline, banjo, bombarde.
- Jean-Michel Moal : accordéon midi et acoustique, synthétiseurs.
- Manu Masko : batterie et percussions.

### Invités
- Michel Delage : trompette
- Laurent Agnès : trompette
- marc Antony : trombone
- Pascal Faidy : saxophone

### Réalisation
- Produit et distribué par : Keltia musique
- Coproduit par : Kas Ha Bar
- réalisé par : Stéfane Mellino
- Enregistré et mixé par : Clive Martin au studio Alhambra-Colbert à Rochefort